# Ida Barney
Ida Barney (New Haven, Connecticut, 6 de novembre de 1886 – 7 de març de 1982) va ser una astrònoma americana, coneguda principalment pels seus 22 volums d'astrometria sobre 150.000 estrelles. Va estudiar a l'Smith College i a la Universitat Yale i va treballar durant la major part de la seva carrera a l'Observatori de la Universitat Yale. Al 1952 va rebre el Premi d'Astronomia Annie Jump Cannon.

## Vida
Barney va néixer el 6 de novembre de 1886 a New Haven, Connecticut. La seva mare era Ida Bushnell Barney i el seu pare Samuel Eben Barney. Va ser una entusiasta observadora d'aus i la presidenta del Club. Després de la seva jubilació de Yale, va continuar vivint a New Haven, on va morir el 7 de març de 1982 als 95 anys.

## Formació
El 1908, Barney es va graduar a la Universitat Smith amb un títol de Bachelor of Arts. Allà va formar part de les societats d'honor estudiantils Phi Beta Kappa i Sigma Xi. Tres anys més tard, va obtenir el doctorat en Matemàtiques a la Universitat Yale.

## Carrera científica

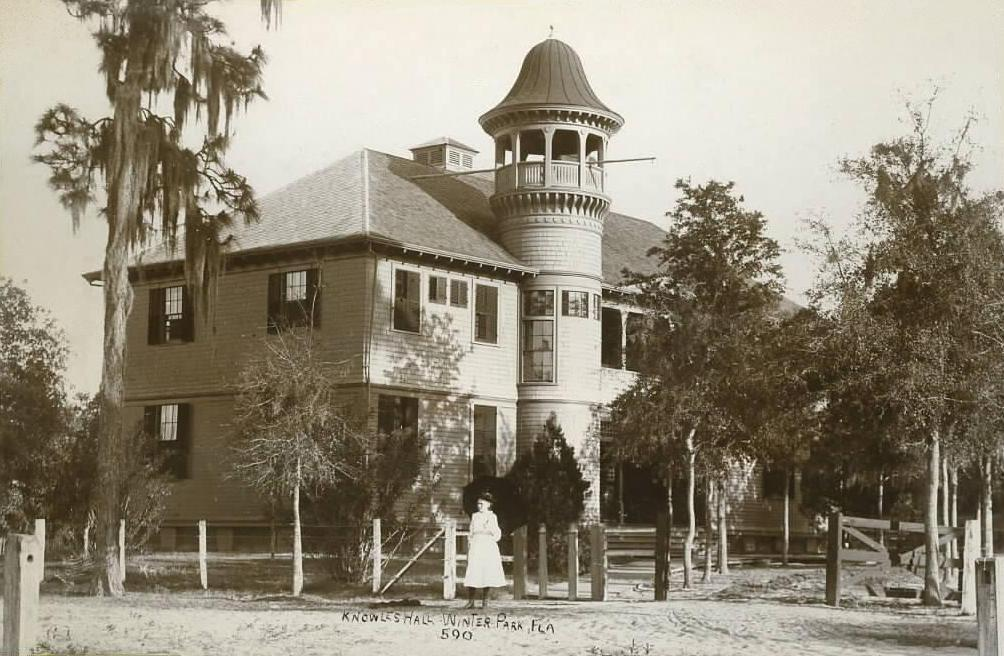
Universitat de Rollins, ca.1909

De 1911 a 1912, just després de doctorar-se, Barney va treballar com a professora de matemàtiques a la Universitat de Rollins. Tot seguit es va traslladar al seu alma mater, la Universitat de Smith, on també va impartir classes de matemàtiques. El 1917 va ser contractada com a professora a la Universitat de Lake Erie, on es va quedar fins al 1919. El 1920 va retornar a la Universitat de Smith com a professora ajudant.
El 1922, l'Observatori Universitari de Yale va designar Barney investigadora assistent, un càrrec que va mantenir fins al 1949, quan va ser promoguda a investigadora associada. L'observatori va destinar grans recursos en astrometria gràcies al desenvolupament de telescopis amb càmeres fotogràfiques. A principis de la seva carrera en astronomia, Barney treballà sota la direcció de Frank Schlesinger; va marcar la posició d'estrelles en plaques fotogràfiques i treballà en els càlculs de les seves coordenades celestes a partir de les posicions en les plaques. La feina era feixuga, cosa que Schlesinger va pensar que era adequat per a les dones, no qualificades per a la investigació teòrica. Malgrat això, Barney va desenvolupar diversos mètodes que van augmentar tant la precisió com la velocitat de les mesures, incloent-hi l'ús d'una màquina que centrava les plaques fotogràfiques automàticament.
La seva obra, que va completar al llarg de 23 anys, va contribuir al Yale Observatory Zone Catalog, una sèrie de catàlegs d'estrelles publicats per l'observatori de Yale de 1939 a 1983, contenint al voltant de 400.000 estrelles, i va influir en el Bright Star Catalogue. La seva contribució individual a aquests catàlegs d'estrelles va consistir a enregistrar la posició, magnitud aparent i moviment propi d'aproximadament 150.000 estrelles. A causa de la seva alta precisió, el catàleg és encara utilitzat avui en estudis de moviment propi. Es va retirar de la vida acadèmica el 1955. La seva successora fou Ellen Dorrit Hoffleit.

## Honors
Mentre era investigadora associada a l'Observatori de la Universitat Yale, el 1952 Barney va rebre el Premi d'astronomia Annie J. Cannon, un premi molt prestigiós per a dones astrònomes que atorga la Societat Astronòmica Americana.
L'asteroide 5655 Barney, descobert per Ingrid van Houten-Groeneveld, Cornelis Johannes van Houten i Tom Gehrels a l'Observatori Palomar el 1973, va ser anomenat en la seva memòria.

## Obra
- Barney, Ida; Schilt, Jan «Discussion of the proper motions in the equatorial Zone». Astronomical Journal, 37, 1927, pàg. 181. Bibcode: 1927AJ.....37..181B. DOI: 10.1086/104785.
- Barney, Ida; Schilt, Jan «Analysis of the Yale proper motions in the zones between +50 degrees and +55 degrees and between +55 degrees and +60». Astronomical Journal, 40, 1930, pàg. 168. Bibcode: 1930AJ.....40..168B. DOI: 10.1086/105000.
- Barney, Ida; Schlesinger, Frank «An effect of a star's color upon its apparent photographic position». Astronomical Journal, 47, 1938, pàg. 86. Bibcode: 1938AJ.....47...86B. DOI: 10.1086/105478.
- Barney, Ida; Schlesinger, Frank «On the accuracy of the proper motions in the General Catalogue Albany». Astronomical Journal, 48, 1939, pàg. 51. Bibcode: 1939AJ.....48...51B. DOI: 10.1086/105546.
- Barney, Ida; Schlesinger, Frank «New reductions of astrographic plates with the help of the Yale photographic Catalogues». Astronomical Journal, 49, 1940, pàg. 39. Bibcode: 1940AJ.....49...39B. DOI: 10.1086/105625.[A]